# Poczinki

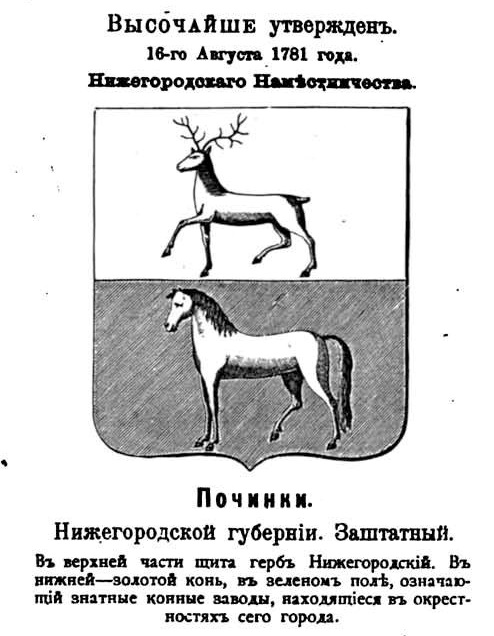
Historyczny herb miasta Poczinki (z Księgi herbów Winklera)

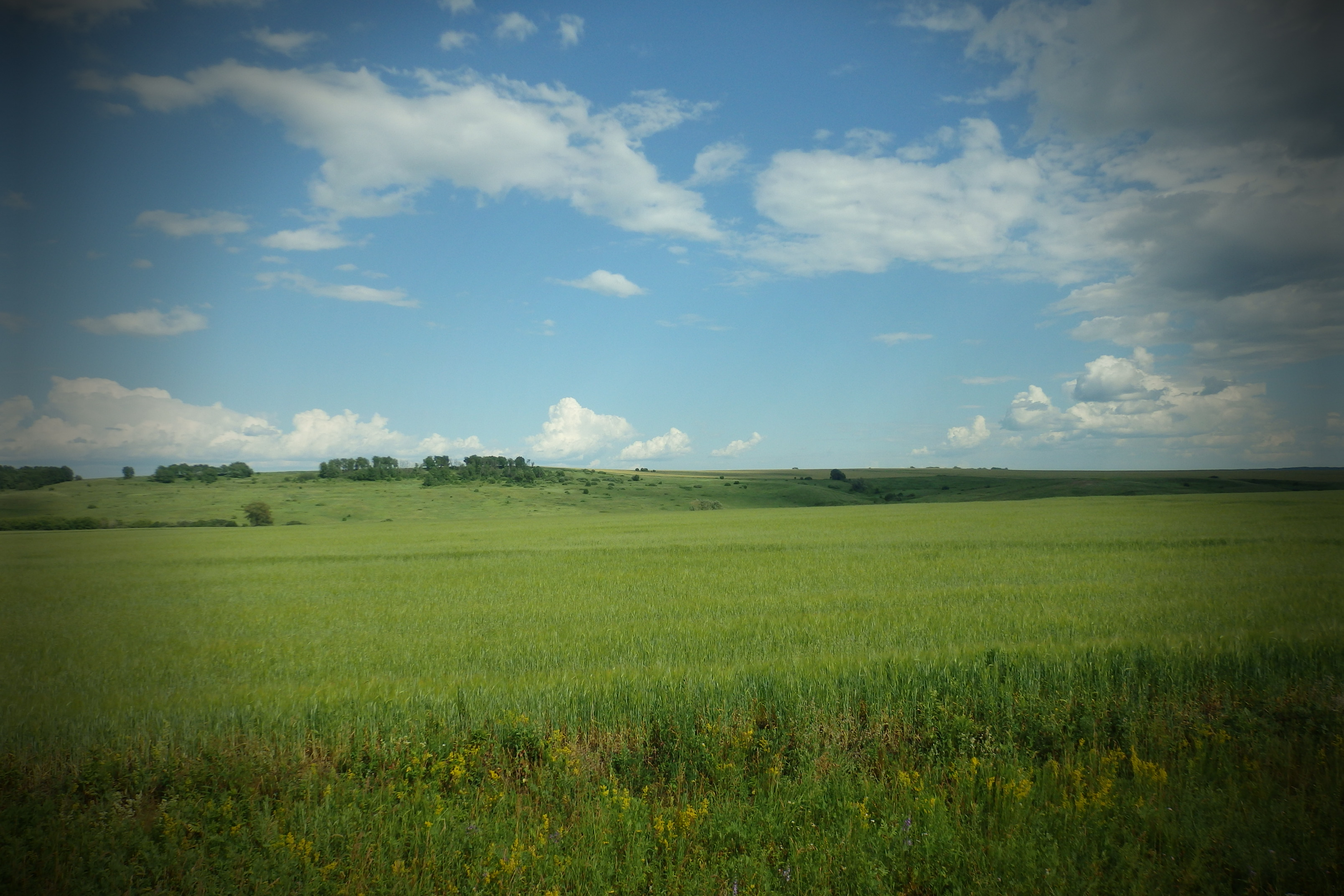
Krajobraz w okolicy Poczinok

Poczinki (ros. Починки) – wieś (ros. село, trb. sieło) zlokalizowana na południu obwodu niżnonowogrodzkiego w Rosji. Jest centrum administracyjnym rejonu poczinkowskiego i poczinkowskiego sielsowietu.

## Geografia
Wieś położona jest nad rzeką Rudnia, przy drodze federalnej Niżny Nowogród – Sarańsk. Jest oddalona 220 km na południe od Niżnego Nowogrodu, 12 km od stacji Użowka kolei Niżny Nowogród – Penza, 550 km od Moskwy.
Pod względem wielkości jest największym centrum rejonowym południowej części obwodu niżnonowogrodzkiego.

## Historia
Miejscowość została założona na miejscu dawnej wsi mordwińskiej Poczinok Kele-usztanow (ros. Починок Келе-уштанов). Pierwszymi jej mieszkańcami były plemiona Erzja i Moksza z Ugrofinów. W 1628 roku wieś została spustoszona przez Tatarów, wskutek czego mieszkańcy ją opuścili. W 1647 roku ziemie te zostały kupione przez rodzinę bojarską Morozowych i obsadzone ludnością rosyjskojęzyczną przesiedloną z okolic Moskwy. Nowi właściciele wsi zaczęli na tych terenach produkcję potażu, używając do tego okolicznych lasów. Przez około sto lat Poczinki stanowiły centrum produkcji, wysyłając potaż także za granicę.
W 1779 Poczinki otrzymały status miasta w ujeździe łukojanowskim guberni niżnonowogrodzniej. Przestrzeń miejska została przebudowana zgodnie z planem generalnym, który zakładał regularną zabudowę. Do dziś we wsi istnieją zabytkowe kamienne dwory.
Produkcja potażu wyczerpała zasoby lokalnych lasów dębowych. Teraz wieś na dziesiątki kilometrów otaczają same pola. W 1760 roku w Poczinkach zaczęto hodowlę koni. Zachował się kompleks stajni wzniesionych w 1820 roku z kamienia w stylu klasycystycznym. Ma on kształt kwadratu o bokach 250 m, wewnątrz znajduje się ujeżdżalnia.
W 1922 roku Poczinki straciły status miasta, co niemniej nie zahamowało rozwoju miejscowości. W połowie XX wieku w Poczinkach działał instytut nauczycielski. We wsi znajduje się muzeum.

## Etymologia
Poprzednia nazwa miejscowości – Poczinok Kele-usztanow (ros. Починок Келе-уштанов) – może mieć mordwińskie pochodzenie od języka erzjańskiego kele – szerokość, wszerz i uštoma – palenisko. W kronice Soboru Bożego Narodzenia i parafii miasta Poczinki w Niżnym Nowogrodzie (Niżny Nowogród, 1908 r.) występuje także inna wersja nazwy „mordwińskiej wsi” – Poczinok-Keleuszta-Nowy (ros. Починокъ-Келеушта-Новый), co może wskazywać na rodzaj działalności pierwszych osadników, zajmujących się produkcją potażu poprzez palenie drewna na węgiel i popiół.

## Kultura
W Poczinkach znajdują się instytucje rejonowego wydziału kultury i sportu: ludowe muzeum regionalne, centrum kulturalne, szkoła muzyczna, szkoła hokejowa, biblioteka. Istnieje również klub „Fakieł” i kompleks kulturalno-sportowy „Jubilejnyj”.

## Osoby związane z wsią
- Kołokolcew Piotr Nikołajewicz (1909, wieś Poczinki – 1994) – uczestnik Wielkiej wojny Ojczyźnianej, Bohater Związku Radzieckiego
- Postnikow Konstantin Iwanowicz (1922, wieś Poczinki – 2012) – uczestnik Wielkiej wojny Ojczyźnianej, pułkownik w stanie spoczynku. Brał udział w obronie Kijowa, Moskwy, wyzwoleniu Austrii, Berlina. Demobilizowany będąc w składzie korpusu w kwaterze głównej Naczelnego dowództwa w Rumunii. Miał rządowe nagrody.
- Iluszeczkin Wasilij Pawłowicz (1915–1996) – radziecki historyk orientalista, uczestnik Wielkiej wojny Ojczyźnianej.
- Riabów Jewgenij Pawłowicz (1894–1938) – absolwent Poczinkowskiej szkoły teologicznej. Erzjański językoznawca, pedagog, działacz społeczny, profesor, autor erzjańskiej łacinki. Autor wielu prac naukowych i badań w dziedzinie nauki języka erzjańskiego, w tym w zakresie projektowania i tworzenia jednolitych norm erzjańskiego języka literackiego. Aresztowany w 1937 roku, rozstrzelany w 1938 roku[6].